# Kim Leine
Kim Leine, nume complet Kim Leine Rasmussen (n. 28 august 1961, Comuna Bø, Telemark, Norvegia) este un scriitor danez-norvegian. 

## Biografie
Kim Leine s-a născut din părinții danezi în Norvegia, unde a crescut într-o comunitate a Martorilor lui Iehova. La șaptesprezece ani, a venit la Copenhaga pentru a locui cu tatăl său danez și cu prietenul său. Leine a fost abuzat sexual de tatăl său, pe care l-a folosit în romanul său de debut autobiografic Kalak. În 1982 a absolvit Liceul Sortedam din Copenhaga. Apoi, Leine a urmat o scoală ca asistent medical, pe care a terminat-o în 1987. În 1990, a plecat cu familia sa în Groenlanda pentru a lucra acolo ca asistent medical. A folosit aceste experiențe în romanul său Tunu și, de asemenea, în primul său roman Kalak. Ambele cărți au ca temă și de abuzul său sever de droguri. Baza romanului său Valdemarsdag este adevărata poveste a bunicului său, Erik Rasmussen, care în 1938, în gelozie, și-a ucis intenționat șeful, prietenul și iubitul soției sale, care era despărțită de el. Profeterne i Evighedsfjorden este un roman istoric, cu acțiunea între 1785 și 1815 în Copenhaga, Groenlanda și Norvegia. Prezintă povestea pastorului fictiv Morten Falck, care crește în Norvegia, merge să studieze la Copenhaga și apoi ca misionar în Groenlanda. Cartea a fost deja tradusă în norvegiană, olandeză, germană și italiană  și romană.
Leine scrie în daneză și își traduce cărțile în norvegiană. Locuiește cu a doua sa familie la Copenhaga. 

## Opere

### Romane
- Kalak (2007)
- Valdemarsdag (2008)
- Tunu (2009)
- Profeterne i Evighedsfjorden (2012)
- Afgrunden (2015)
- Skovpigen Skærv (2015)
- De søvnløse (2016)
- Mandat Rød / Mandatare (2018)

### Nuvele
- Historien om et venskab, 2009 în revista literară Kulturo, nr. 28 [15] [16]
- Leifurs rejse, 2010 în Apparatur, nr. 22 [17]

### Articole (selecție)
- Greetings from a new country în: New Stateman din 18 decembrie 2008 [18]
- Frisøren în serialul Min Far în: Politiken din 28 decembrie 2008 [19]
- Løbe til og ikke fra în: Politiken din 3 august 2011 [20]

### Cărți traduse în limba română
- 2015: Profeții din Fiordul Veșniciei (titlul original: „Profeterne i Evighedsfjorden”), editura Polirom, traducere de Carmen Vioreanu, ISBN 978-973-46-5066-8

## Premii și burse
- 2007 Bodil og Jørgen Munch-Christensen Moștenire culturală pentru scriitori tineri debutanți [21]
- 2008 Premiul fundației de artă daneză de stat Statens Kunstfond [22]
- 2008 Premiul pentru roman al Danmarks Radio pentru Valdemarsdag
- 2009 bursă de trei ani a Statens Kunstfond[22] și un bonus suplimentar[23]
- 2012 Weekendavisens litteraturpris al săptămânalului danez <i id="mwcw">Weekendavisen</i> pentru Profeterne i Evighedsfjorden
- 2012 De Gyldne Laurbær pentru Profeterne i Evighedsfjorden [24]
- 2013 Premiul Literaturii 2012 al cotidianului Politiken [25]
- 2013 Premiul de literatură  al Consiliului Nordic pentru Profeterne i Evighedsfjorden
- 2017 Lista scurtă a Premiului Internațional Literar DUBLIN cu Profeții eternului fiord
- 2018 Kronprinsparrets kulturpris (Premiul Cultural al Coroanei daneze).